# Symboly Jihočeského kraje

Znak Jihočeského kraje

Vlajka Jihočeského kraje
Poměr stran: 2:3

Symboly Jihočeského kraje jsou znak, vlajka a logo. Znak a vlajku udělil kraji usnesením č. 97 ze dne 22. listopadu 2002 předseda Poslanecké sněmovny Parlamentu České republiky Václav Klaus. Logo, které ale není oficiálním symbolem, bylo schváleno Radou Jihočeského kraje 17. března 2009.

## Popis symbolů

### Znak
Oficiální popis: „Čtvrcený štít, v prvním červeném poli český lev, ve druhém stříbrno-modře polceném poli červeno-zlatě polcená růže se semeníkem opačných barev a zelenými kališními lístky, ve třetím poli zlato-stříbrně polcený kůl, ve čtvrtém červeném poli stříbrná kvádrovaná hradba se třemi věžemi, prostřední větší, se zlatými střechami a makovicemi.“

### Vlajka
Vlajka kraje je heraldická, tzn. odvozená z krajského znaku prostým přepisem na list o poměru stran 2:3.
Oficiální popis: „Čtvrcený list. V horním žerďovém červeném poli český lev. V dolním žerďovém čtyři svislé pruhy, zelený, žlutý, bílý a zelený v poměru 2:1:1:2. V horním vlajícím poli dva svislé pruhy bílý a modrý, uprostřed růže, červená v bílém a žlutá v modrém poli, se semeníkem opačných barev a zelenými kališními lístky. Dolní vlající pole červené s bílou kvádrovanou hradbou se třemi věžemi, prostřední větší, se žlutými střechami a makovicemi.“

### Logo
Logo Jihočeského kraje je od roku 2008 tvořeno pestrobarevným čtyřúhelníkem s mírně zaoblenými hranami. Prolnuté křivky asociují gotickou kružbu a připomínají umělecké památky. Autorkou loga byla Helena Jiskrová, studentka VŠUP v Praze.
Od roku 2025 bude logo tvořit ikona takzvaného pinu – špendlíku, uprostřed pinu je písmeno „J“. Pin označující místo na mapě souvisí s cestovním ruchem. Název kraje je v logu napsaný nově vytvořeným písmem Ema (jméno nese po operní pěvkyni Emě Destinnové, která žila ve Stráži nad Nežárkou v okrese Okres Jindřichův Hradec). Design minimalistického loga vytvořil tým pražských grafiků pod vedením Kláry Kvízové.

## Symbolika
První pole znaku a vlajky zaujímá historický znak Čech, jejichž území zabírá největší část kraje. (Součástí kraje jsou též Dačicko a Slavonicko na Moravě, moravská orlice ve znaku ovšem jako v jediném znaku kraje zasahujícího na Moravu není.) Druhé, polcené pole s růží, připomíná z první poloviny znak šlechtického rodu Rožmberků a Rožmberské dominium a z druhé poloviny znak Pánů z Hradce a jejich významné postavení na území dnešního Jihočeského kraje. Barvy třetího pole symbolizuji lesy a přírodní bohatství kraje (zelená barva), zlatou stezku (zlatá barva) a řeku Vltavu (stříbrná barva). Čtvrté pole je pak, v souladu s metodikou, derivátem znaku Českých Budějovic, krajského města Jihočeského kraje.
Logo, zavedené v roce 2009, symbolizuje přírodní krásy, kulturní dědictví a dynamický rozvoj.

## Historie

### Historie znaku a vlajky
Po vzniku krajů v dnešní podobě (s účinností od 1. ledna 2001) schválila 27. března 2001 rada (tehdy Budějovického) kraje soutěžní podmínky pro vytvoření krajských symbolů. Do 15. června, uzávěrky soutěže, se přihlásilo 27 autorů, mnozí podali více návrhů. Odborná porota (ve složení Antonín Javora, J. Klimeš, F. Kubů, I. Říhová a Aleš Zelenka) vyřadila návrhy nesplňující pravidla soutěžní i heraldická a předložila radě kraje užší výběr. Rada na svém zasedání 31. července vyhodnotila soutěž a tři nejlepší návrhy předložila zastupitelstvu kraje:
- 1. a 3. místo – ak. malíř Tomáš Baran, Český Krumlov
- 2. místo – výtvarník Petr Kolář, Strakonice

Zastupitelstvo posoudilo 11. září 2001 návrhy, potvrdilo vítězný návrh Tomáše Barana a postoupila jej Podvýboru pro heraldiku a vexilologii Poslanecké sněmovny Parlamentu, který jej projednal 31. října. Podvýbor doporučil dvě drobné úpravy:
- Drobná výtvarná změna Českého lva na vlajce (místo kráčejícího lva lev ve skoku)
- Polcení růže ve druhém poli znaku a horním vlajícím poli opačných barev než v návrhu

Znak i vlajka byly poté podmínečně schváleny a orgány Jihočeského kraje obratem zaslaly podvýboru upravené kresby obou symbolů.
Usnesením č. 283/2001 ze dne 14. listopadu 2001 doporučil výbor pro vědu, vzdělání, mládež a tělovýchovu udělení znaku a vlajky. Rozhodnutím č. 97 ze dne 22. listopadu 2002 udělil kraji symboly předseda Poslanecké sněmovny Václav Klaus. Slavnostní předání dekretu do rukou hejtmana Jihočeského kraje Jana Zahradníka proběhlo v místnosti státních aktů Poslanecké sněmovny dne 21. ledna 2002.
29. ledna 2002 schválilo zastupitelstvo Jihočeského kraje obecně závaznou vyhlášku č. 1/2002 O symbolech Jihočeského kraje.

Český lev
Znak Českých Budějovic

### Historie loga
První logo Jihočeského kraje v podobě vlnky bylo užíváno od roku 2001(?). Někdy do roku 2008 vznikla varianta pro jižní Čechy. Tyto pojmy však, dle hejtmana Jiřího Zimoly splývaly, proto příspěvková organizace Jihočeského kraje Jihočeská centrála cestovního ruchu ve spolupráci s krajem vypsala v období 2007/2008 soutěž na nové logo. Logo vytvořila Helena Jiskrová, tehdy studentka VŠUP v Praze. Již na podzim roku 2008 začalo být logo Jižních Čech využíván pro prezentaci kraje v oblasti cestovního ruchu. 17. března 2009 pak schválila nové krajské logo Rada Jihočeského kraje.